# 良岑季光
良岑 季光（よしみね の すえみつ、生没年不詳）は、平安時代頃の貴族。官位は尾張介。良岑惟頼の子で、弟、良岑惟光の養父。

## 人物
季光は、尾張国丹羽郡の郡司・良岑惟頼の子に生まれる。正暦年間には藤原道長が建立した法成寺に領地を寄進したことにより、小弓庄（現在の愛知県犬山市内）が成立している。また、上東門院にも私領を寄進している。父良岑惟頼までは通称として椋橋氏を名乗っていたが、季光が良岑姓に改複本姓した。弟、惟光の曾孫で季高の子である良岑高成（上総守）は、良岑氏流前野氏の始祖・前野高長の父である。高成の娘で高長の妹にあたる人物は平忠盛の側室となり、平忠度を生んだとされている。良岑氏は桓武天皇と百済永継の子である良岑安世を祖とする氏族 で、種別としては皇別に分類される。本貫は山城国で、後裔には児玉丹羽氏や良岑氏流前野氏などがある。この季光も良岑安世の子孫にあたる。

## 系譜
- 父：良岑惟頼
  - 養子（実弟）：良岑惟光
  - 養子（実弟）：橘為通